# NES Satellite
Pour un article plus général, voir Nintendo Entertainment System.
Le NES Satellite est un accessoire pour la Nintendo Entertainment System (NES), créé par Nintendo et sorti en 1989. 

## Description
Le NES Satellite est un adaptateur sans fil permettant à quatre joueurs de jouer simultanément,. Un récepteur infrarouge branché sur les deux ports manettes permet d'établir la liaison entre la console et cet accessoire.
Nintendo a créé un an plus tard un produit similaire filaire, le NES Four Score.